# 왕좌의 게임 (드라마)
《왕좌의 게임》(Game of Thrones)은 2011년 4월 17일부터 2019년 5월 19일까지 HBO에서 방영된 드라마이다. 동명의 소설을 바탕으로 하고 있다. 데이비드 베니오프가 D. B. 와이스와 함께 기획했다.

## 줄거리
조지 R.R. 마틴의 판타지 소설 얼음과 불의 노래를 원작으로 하여 줄거리를 따른다. 허구의 세계인 웨스테로스 대륙의 7개의 국가와 하위 몇 개의 국가들로 구성된 연맹 국가인 칠 왕국의 통치권, 철 왕좌를 차지하기 위한 싸움을 그려낸 드라마이다. 왕좌를 차지하기 위한 귀족 가문의 다툼 외에도 북부의 '백귀'의 위협 그리고 15년 전에 내전으로 인해 살해된 왕의 딸인 대너리스 타르가르옌이 자신이 추방당한 웨스테로스의 왕권 회복에 도전하는 이야기가 함께 들어있다.

## 등장인물
- 티리온 라니스터(Tyrion Lannister) - 피터 딩클리지

제이미 라니스터와 서세이 왕비의 동생. 작은 체구 때문에 ‘새끼 악마' 또는 난쟁이라 불린다. 타이윈 라니스터의 막내아들. 키가 작지만 기지가 뛰어난 인물이다.
- 서세이 라니스터(Cersei Lannister) - 레나 헤디

로버트 버라테온 왕의 아내. 제이미 라니스터의 쌍둥이누나.
- 제이미 라니스터(Jaime Lannister) - 니콜라이 코스테르 발다우

서세이 왕비의 쌍둥이남동생. 캐스털리 록의 후계자. 왕을 지키는 일곱기사인 킹스가드 중 1명. 제이미는 선왕이었던 에어리스 타게리언을 보호하겠다는 맹세를 깨고 에어리스를 살해한다. 그 결과 ‘왕시해자(king slayer)’라는 별명을 갖게 되었다.
- 캐틀린 스타크(Catelyn Stark) - 미셸 페얼리

에다드 스타크의 부인. 툴리 가문 출신
- 대네리스 타게리언(Daenerys Targaryen) - 에밀리아 클라크

‘폭풍의 아이 대너리스’ 라고 불리고 13살에 추방당했다. 오라버니인 비세리스와 함께 에소스로 피신해 지내고 있다. 칼 드로고와 결혼을 한다.
- 피터 베일리쉬(Petyr 'Littlefinger' Baelish) - 에이던 길런

상술의 대가이자 소자문위(small council)의 위원. 캐이틀린의 절친한 친구
- 존 스노우(Jon Snow) - 키트 해링턴

에다드 스타크의 서자. 롭과 동갑. 존은 야경대원인 벤젠 삼촌처럼 휼룡한 야경대원이 되는게 목표다.
- 타이윈 라니스터(Tywin Lannister) - 찰스 댄스

홀아비. 캐스털리 록의 영주. 서부의 감시자. 라니스포트의 수호자.
- 다보스 시워스(Davos Seaworth) - 리엄 커닝엄

양파기사로 불린다. 별명 중엔 '숏핸드'도 있다. 킹스랜딩 하층민 출신으로 악명 높은 밀수업자였다. 스타니스가 전투를 할 때 큰 공을 세워 기사 작위를 받았지만, 밀수의 죄를 넘어갈 수는 없다고 왼손의 손가락 끝 마디를 모두 잘랐다.
- 조라 모르몬트(Jorah Mormont) - 이언 글렌

에소스로 추방을 당한 기사이다. 타가리옌의 후손들에게 조언을 아끼지 않는다. 데네리스를 좋아하고 있다.
- 비세리스 타게리언(Viserys Targaryen) - 해리 로이드

칠왕국에서 추방당한 주인. 현재는 '거지왕'이라고 불리고 있다. 타게리언 가문의 왕자이며, 로버트 왕에게 왕좌를 빼앗겼다. 현재 피신하여 왕좌를 탈환할 기회를 엿보고 있다.
- 타스의 브리엔느(Brienne of Tarth) - 그웬돌린 크리스티

뛰어난 실력의 기사임에도 불구하고 여자라는 이유 하나만으로 인정받지 못하고 있는 기사. 여자임에도 체격이 어마어마하게 큰 거인이다.
- 바리스(Varys) - 콘리스 힐

정보를 수집하는 데에 최강이라 불린다. 소자문위에서 정보관(master of whisper)을 맡고 있다. 킹스랜딩은 물론 웨스터로스 전역의 정보를 휘어잡고 있다.
- 브랜든 스타크(Brandon Stark) - 아이작 헴프스테드라이트

흔히 브랜이라는 애칭으로 불리고 에다드 스타크와 캐이틀린 스타크의 차남이다. 다이어울프 이름은 썸머(summer)이다.
- 아리아 스타크(Arya Stark) - 메이지 윌리엄스

에다드 스타크와 캐이틀린 스타크의 막내딸. 남자아이 같은 성격에 검술을 아주 좋아한다. 아리아의 다이어 울프 이름은 나이메리아(nymeria)다.
- 산사 스타크(Sansa Stark) - 소피 터너

에다드 스타크와 캐이틀린 스타크의 장녀. 동생인 아리아 스타크 와는 다르게 얌전하다. 자수에 소질이 있으며 킹스랜딩에 가는 것을 꿈꾼다. 산사의 다이어울프 이름은 레이디(lady)이다.
- 롭 스타크(Robb Stark) - 리처드 매든

에다드 스타크와 캐이틀린 스타크의 장남. 윈터펠의 후계자. 다이어울프 이름은 그레이 윈드(grey wind)이다.
- 네드 스타크(Eddard 'Ned' Stark) - 숀 빈

윈터펠의 영주이자 북부의 감시자이다. 로버트 바라테온과 어린시절부터 친구였다. 로버트를 도와 타가리옌 가문의 왕좌를 빼앗는데 핵심적인 역할을 한다.
네드는 캐이틀린 툴리와 결혼을 하였다.

## 출연진 일람

### 주연
한 번이라도 오프닝 때 이름을 올린 인물들이다.
| 배우                    | 등장인물              | 등장횟수 | 등장횟수 | 등장횟수 | 등장횟수 | 등장횟수 | 등장횟수                   | 등장횟수 |
| 배우                    | 등장인물              | 1기      | 2기      | 3기      | 4기      | 5기      | 6기                        | 합계     |
| ----------------------- | --------------------- | -------- | -------- | -------- | -------- | -------- | -------------------------- | -------- |
| 피터 딩클리지           | 티리온 라니스터       | 9        | 10       | 9        | 8        | 10       | 틀:Episode table/reference | 46       |
| 레나 헤디               | 세르세이 라니스터     | 10       | 9        | 8        | 9        | 8        | 틀:Episode table/reference | 44       |
| 에밀리아 클라크         | 대너리스 타르가르옌   | 9        | 8        | 8        | 8        | 8        | 틀:Episode table/reference | 41       |
| 킷 해링턴               | 존 스노우             | 8        | 8        | 8        | 8        | 9        | 틀:Episode table/reference | 41       |
| 소피 터너               | 산사 스타크           | 9        | 7        | 8        | 7        | 9        | 틀:Episode table/reference | 40       |
| 메이지 윌리엄스         | 아리아 스타크         | 9        | 9        | 9        | 6        | 6        | 틀:Episode table/reference | 39       |
| 이언 글렌               | 조라 모르몬트         | 9        | 7        | 8        | 7        | 8        | 틀:Episode table/reference | 39       |
| 니콜라이 코스테르발다우 | 제이미 라니스터       | 8        | 4        | 7        | 9        | 7        | 틀:Episode table/reference | 35       |
| 존 브래들리             | 샘웰 탈리             | 5        | 6        | 8        | 7        | 9        | 틀:Episode table/reference | 35       |
| 알피 앨런               | 테온 그레이조이       | 9        | 8        | 6        | 3        | 6        | 틀:Episode table/reference | 32       |
| 에이던 길런             | 피터 베일리시         | 8        | 7        | 4        | 5        | 6        | 틀:Episode table/reference | 30       |
| 콘리스 힐               | 바리스                | 7        | 6        | 5        | 6        | 4        | 틀:Episode table/reference | 28       |
| 그웬돌린 크리스티       | 타스의 브리엔느       |          | 7        | 7        | 7        | 6        | 틀:Episode table/reference | 27       |
| 찰스 댄스               | 타이윈 라니스터       | 4        | 7        | 8        | 7        | 1        |                            | 27       |
| 로리 매캔               | 산드로 클리게인       | 8        | 5        | 8        | 6        |          |                            | 27       |
| 제롬 플린               | 브론                  | 5        | 7        | 4        | 4        | 6        | 틀:Episode table/reference | 26       |
| 잭 글리슨               | 조프리 바라테온       | 10       | 6        | 7        | 3        |          |                            | 26       |
| 미셸 페얼리             | 캐틀린 스타크         | 9        | 8        | 8        |          |          |                            | 25       |
| 아이작 헴프스테드라이트 | 브랜 스타크           | 8        | 7        | 6        | 4        |          | 틀:Episode table/reference | 25       |
| 스티븐 딜레인           | 스타니스 바라테온     |          | 7        | 5        | 4        | 8        |                            | 24       |
| 내털리 이매뉴얼         | 미산데이              |          |          | 8        | 7        | 7        | 틀:Episode table/reference | 22       |
| 리처드 매든             | 롭 스타크             | 8        | 6        | 7        |          |          |                            | 21       |
| 내털리 도머             | 마저리 티렐           |          | 4        | 6        | 6        | 5        | 틀:Episode table/reference | 21       |
| 리엄 커닝엄             | 다보스 시워스         |          | 6        | 4        | 4        | 7        | 틀:Episode table/reference | 21       |
| 시벨 케킬리             | 셰이                  | 2        | 8        | 6        | 4        |          | [ 1 ]                      | 20       |
| 카리서 판 하우턴        | 멜리산드레            |          | 4        | 6        | 3        | 6        | 틀:Episode table/reference | 19       |
| 해나 머리               | 길리                  |          | 3        | 6        | 3        | 6        | 틀:Episode table/reference | 18       |
| 딘찰스 채프먼2          | 토멘 바라테온         | 4        | 4        |          | 5        | 5        | 틀:Episode table/reference | 18       |
| 마이클 매켈해튼         | 루즈 볼튼             |          | 4        | 7        | 2        | 4        | 틀:Episode table/reference | 17       |
| 크리스토페르 히뷰       | 토르문드 자이언츠베인 |          |          | 7        | 5        | 5        |                            | 17       |
| 조 뎀프시               | 겐드리                | 2        | 7        | 8        |          |          |                            | 17       |
| 로즈 레슬리             | 이그리트              |          | 4        | 8        | 5        |          |                            | 17       |
| 미힐 하위스만           | 다리오 나하리스       |          |          | 3        | 5        | 7        | 틀:Episode table/reference | 15       |
| 이완 리언               | 램지 볼턴             |          |          | 6        | 3        | 6        | 틀:Episode table/reference | 15       |
| 톰 블라시하             | 자켄 하이가르         | 1        | 6        |          |          | 6        | 틀:Episode table/reference | 13       |
| 제임스 코스모           | 지어 모몬트           | 5        | 3        | 4        |          |          |                            | 12       |
| 우나 채플린             | 탈리사 스타크         |          | 5        | 6        |          |          |                            | 11       |
| 숀 빈                   | 에다드 스타크         | 9        |          |          |          |          | 1                          | 10       |
| 제이슨 모모아           | 칼 드로고             | 9        | 1        |          |          |          |                            | 10       |
| 인디라 바마             | 엘라리아 샌드         |          |          |          | 4        | 5        |                            | 9        |
| 마크 애디               | 로버트 바라테온       | 7        |          |          |          |          |                            | 7        |
| 해리 로이드             | 비세리스 타르가르옌   | 5        |          |          |          |          |                            | 5        |
| 출연진 합계             | 출연진 합계           | 18       | 25       | 28       | 27       | 28       |                            | 50       |

### 조연
| 배우                | 등장인물                    | 등장횟수 | 등장횟수 | 등장횟수 | 등장횟수 | 등장횟수 | 등장횟수 | 등장횟수 |
| 배우                | 등장인물                    | 1기      | 2기      | 3기      | 4기      | 5기      | 6기      | 합계     |
| ------------------- | --------------------------- | -------- | -------- | -------- | -------- | -------- | -------- | -------- |
| 줄리언 글러버       | 메이스터 피셀               | 8        | 5        | 3        | 6        | 5        |          | 27       |
| 이언 매켈리니       | 배리스턴 셀미               | 6        |          | 8        | 7        | 4        |          | 25       |
| 벤 크럼프턴         | 에디슨 톨릿                 |          | 5        | 4        | 7        | 8        | [ 3 ]    | 24       |
| 대니얼 포트먼       | 포드릭 페인                 |          | 4        | 5        | 7        | 6        | [ 4 ]    | 22       |
| 마크 스탠리         | 그렌                        | 6        | 5        | 4        | 7        |          |          | 22       |
| 크리스천 네언       | 호더                        | 5        | 7        | 5        | 4        |          | [ 5 ]    | 21       |
| 핀 존스             | 로러스 티렐                 | 1        | 5        | 5        | 3        | 4        |          | 18       |
| 이언 비티           | 메린 트랜트                 | 2        | 3        | 2        | 4        | 6        |          | 17       |
| 제이컵 앤더슨       | 그레이 웜                   |          |          | 5        | 7        | 5        |          | 17       |
| 오언 틸             | 앨리저 손                   | 4        |          |          | 5        | 7        | [ 5 ]    | 16       |
| 도미닉 카터         | 자노스 슬린트               | 4        | 2        |          | 6        | 3        |          | 15       |
| 내털리 테나         | 오샤                        | 4        | 6        | 4        |          |          |          | 14       |
| 도널드 섬프터       | Maester Luwin               | 7        | 7        |          |          |          |          | 14       |
| 에스메 비안코       | 로스                        | 5        | 5        | 4        |          |          |          | 14       |
| 브레넉 오코너       | 올리                        |          |          |          | 5        | 9        |          | 14       |
| 유진 사이먼         | 랜슬 래니스터               | 5        | 3        |          |          | 5        |          | 13       |
| 넬 타이거 프리      | 머셀라 버래시언             | 4        | 4        |          |          | 5        |          | 13       |
| 조지프 앨틴         | 파이파                      | 6        |          | 1        | 6        |          |          | 13       |
| 암리타 아차리아     | 이리                        | 8        | 5        |          |          |          |          | 13       |
| 아트 파킨슨         | 리컨 스타크                 | 3        | 5        | 4        |          |          |          | 12       |
| 루크 반스           | 래스트                      | 6        |          | 4        | 2        |          |          | 12       |
| 론 도너키           | 로드릭 캐설                 | 9        | 3        |          |          |          |          | 12       |
| 다이애나 리그       | 얼레나 티렐                 |          |          | 5        | 4        | 2        |          | 11       |
| 벤 호키             | 핫 파이                     | 1        | 7        | 2        | 1        |          |          | 11       |
| 피터 본             | 메이스터 에이먼             | 3        |          | 1        | 4        | 3        |          | 11       |
| 앤턴 레서           | 퀴번                        |          |          | 4        | 2        | 5        |          | 11       |
| 타라 피츠제럴드     | 셀리스 버래시언             |          | 1        | 1        | 3        | 6        |          | 11       |
| 록샌 매키           | 도리아                      | 6        | 5        |          |          |          |          | 11       |
| 브라이언 포천       | 오셀 야윅                   | 2        |          |          | 3        | 6        |          | 11       |
| 케리 잉그럼         | style="background:white;"\| |          | 2        | 3        | 5        |          | 10       |          |
| 토머스 브로디생스터 | 조젠 리드                   |          |          | 6        | 4        |          |          | 10       |
| 페드로 파스칼       | 오버린 마텔                 |          |          |          | 7        |          |          | 7        |
| 키어런 하인즈       | 맨스 레이더                 |          |          | 3        | 1        | 1        |          | 5        |
| 조너선 프라이스     | 하이 스패로                 |          |          |          |          | 5        |          | 5        |
| 로이 도트리스       | 홀린                        |          | 2        |          |          |          |          | 2        |

9회분 출연
- 코넌 스티븐스, 이언 화이트, Hafthór Júlíus Björnsson as Gregor Clegane (1-2, 4-6)
- 로저 애슈턴그리피스 - 메이스 티렐 (4-6)
- 엘리 켄드릭 - 미라 리드 (3-4, 6)

8회분 출연
- 조엘 프라이 as Hizdahr zo Loraq (4-5)
- 노아 테일러 as Locke (3-4)
- 게신 앤서니 as Renly Baratheon (1-2)
- 스티븐 콜 as Kovarro (2)

7회분 출연
- 이언 겔더 - 케번 래니스터 (1-2, 5-6)
- 리노 파치올리 - 로빈 애린 (1, 4-6)
- 윌 튜더 - 올리바 (3-6)
- 샬럿 호프 - 미란다 (3-5)
- 프랜시스 메이지 as Yoren (1-2)
- 엘리스 가벨 - 라카로 (1-2)
- 마이클 콘드런 - 보언 마시 (5)

6회분 출연
- 제마 휠런 - 야라 그레이조이 (2-4, 6)
- 조지프 길런 - 마레이 (2-5)
- 폴 벤틀리 - 하이 셉턴 (3-5)
- 스티븐 블라운트와 존 스탈 - 리카드 카스타크 (1-3)
- 토니 웨이 as Dontos Hollard (2, 4)
- 매켄지 크룩 - 오렐 (3)
- 폴 케이 as Thoros of Myr (3)
- 필립 맥긴리 as Anguy (3)
- 수전 브라운 - 셉타 모데인 (1)
- 다르 살림 as Qotho (1)

5회분 출연
- DeObia Oparei as Areo Hotah (5-6)
- 키샤 캐슬휴스 as Obara Sand (5-6)
- 제시카 헤닉 as Nymeria Sand (5-6)
- 로자벨 로렌티 셀러스 as Tyene Sand (5-6)
- 토비어스 멘지스 as Edmure Tully (3, 6)
- 클라이브 러셀 as Brynden Tully (3, 6)
- 케이트 디키 as Lysa Arryn (1, 4)
- 로버트 푸 as Craster (2-3)
- 데이비드 마이클 스콧, 리처드 도머 - 배릭 돈대리언 1, 3)
- 논소 아노지 as Xaro Xhoan Daxos (2)
- Ralph Ineson as Dagmer Cleftjaw (2)
- Jamie Sives - 조리 캐설 (1)

4회분 출연
- Ross Mullan as various White Walkers 2-5)
- 엘리자베스 웹스터 - 뚱뚱한 월다 볼턴 (4-6)
- Edward Dogliani and Ross O'Hennessy as the Lord of Bones 2-3, 5)
- 토비 서배스천 - 트리스테인 마텔 (5-6)
- 알렉산더 시디그 - 도런 마텔 (5-6)
- Faye Marsay - 웨이프 (5-6)
- 번 고먼 - 칼 태너 (3-4)
- Andy Beckwith as Rorge (2, 4)
- 제라드 조던 as Biter (2, 4)
- 윌코 존슨 as Ilyn Payne 1-2)
- Eros Vlahos as Lommy Greenhands 1-2)
- Sahara Knight as Armeca 1-2)
- Tonbias Winter as Timett 1-2)
- 유리 콜로콜니코프 as Styr (4)
- 이언 핸모어 as Pyat Pree (2)
- Fintan McKeown as Amory Lorch (2)
- Forbes KB as Lorren (2)
- 사이먼 암스트롱 as Qhorin Halfhand (2)
- Kerr Logan as Matthos Seaworth (2)
- Emun Elliott as Marillion (1)

3회분 출연
- 데이비드 브래들리 - 월더 프레이 (1, 3, 6)
- Lucian Msamati as Sallador Saan (2-4)
- Reece Noi as Mossador (4-5)
- Sarine Sofair as Lhara (4-5)
- Patrick Malahide as Balon Greyjoy (2-3)
- Andy Kellegher as Polliver (2, 4)
- 조지프 갯 - 샌 워그 (4)
- 댄 힐더브랜드 as Kraznys mo Nakloz (3)
- 칼 데이비스 as Alton Lannister (2)
- 클라이브 맨틀 as Greatjon Umber (1)
- 조지프 몰 as Benjen Stark (1)
- Mia Soteriou as Mirri Maz Duur (1)
- Miltos Yerolemou as Syrio Forel (1)

2회분 출연
- Rupert Vansittart - 욘 로이스 (4-6)
- Enzo Cilenti as Yezzen zo Qaggaz (5-6)
- 리처드 브레이크 - 밤의 왕 (4-5)
- 마크 게이티스 as Tycho Nestoris (4-5)
- 게리 올리버 as Ternesio Terys (4-5)
- 이언 화이트 as the giant Dongo the Dommed (3-4)
- 아데왈레이 애키누에이아그바제이 - 맬코 (5)
- 해나 왜딩엄 - 셉타 우넬라 (5)
- Ogengus MacNamara - 호리호리한 남자 (5)
- Struan Rodger - 눈이 세 개 달린 까마귀 (4)
- 루 콜필드 - 몰스타운 마담 (4)
- Alisdair Simpson - 도널 웨인우드 (4)
- 톰 브룩 - 로사 프레이 (3)
- Tim Plester - 블랙 월더 리버스 (3)
- Laura Pradelska - 퀘이드 (2)
- Roger Allam as Illyrio Mopatis (1)
- 제퍼슨 홀 - 베일의 휴 (1)
- 마거릿 존 as Old Nan (1)

1회분 출연
- Octavia Selena Alexandru as Leaf 4, 6)
- 알렉산드라 다울링 - 로슬린 프레이 3, 6)
- George Georgio as Razdal mo Eraz 3, 6)
- Elizabeth Cadwallader - 롤리스 스토크워스 (5)
- Birgitte Hjort Sørensen - 카시 (5)
- Zahary Baharov - 로보다 (5)
- 조디 메이 - 개구리 매기 (5)
- J. J. 머피 - 데니스 맬리스터 (5)
- Nicholas Boulton as the Pit Announcer (5)
- 릴라 후쿠시마 - 붉은 여제 (5)
- 넬 윌리엄스 - 어린 시절의 서시 래니스터 (5)
- 마코 제임스 - 하얀 들쥐 (5)
- 세드릭 헨더슨 - 얼굴 없는 사나이 (5)
- 파올라 디오니소티 - 애냐 웨인우드 (4)
- 닐 핑글턴 as the giant Mag Mar Tun Doh Weg (4)
- 마크 킬린 - 메로 (3)
- Ramon Tikaram as Prendahl na Ghezn (3)
- 스테퍼니 블래커 - 바이얼릿 (3)
- 올리버 포드 데이비스 as Maester Cressen (2)
- 에드먼드 튜더폴 as a Protestor (2)
- 브로스 웹 - 윌 (1)
- Rob Ostlere - 웨이마 로이스 (1)
- 더멋 키니 - 개러드 (1)
- 존 스탠딩 - 존 애린 (1)

## 에피소드
왕좌의 게임 방영 내역은 다음과 같다.
| 시즌   | 오더 날짜               | 촬영 날짜     | 방영 일자                | 원작 소설                                             |
| ------ | ----------------------- | ------------- | ------------------------ | ----------------------------------------------------- |
| 시즌 1 | 2010년 3월 2일          | 2010년 하반기 | 2011년 4월 17일~6월 9일  | 왕좌의 게임                                           |
| 시즌 2 | 2011년 4월 19일         | 2011년 하반기 | 2012년 4월 1일~6월 3일   | 왕들의 전쟁                                           |
| 시즌 3 | 2012년 4월 10일         | 2012년 하반기 | 2013년 3월 31일~6월 9일  | 검의 폭풍 상편                                        |
| 시즌 4 | 2013년 4월 2일~6월 15일 | 2013년 하반기 | 2014년 4월 6일           | 검의 폭풍 하편 및 까마귀의 향연, 드래곤과의 춤의 일부 |
| 시즌 5 | 2014년 4월 8일          | 2014년 하반기 | 2015년 4월 12일~6월 14일 | 까마귀의 향연 및 드래곤과의 춤                        |
| 시즌 6 | 2014년 4월 8일          | 2015년        | 2016년 4월 24일~6월 26일 | 미정                                                  |
| 시즌 7 | 2017년 7월 16일         | 2016년        | 2017년 7월 16일~8월 27일 | 미정                                                  |

## 수상경력
- 2012년 : Television Critics Association Awards

- Program of the Year 수상
- 2012년, 2013년 미국 : AFI Awards

- TV Program of the Year 수상
- 2012년, 2013년 : Astra Awards

- Favourite Program - International Drama 수상
- 2013년 : Television Critics Association Awards

- Outstanding Achievement in Drama 수상

## 같이 보기
- 오징어 게임 - 넷플릭스 제작된 대한민국의 드라마.